# École nationale supérieure d'ingénieurs de Poitiers
L’école nationale supérieure d'ingénieurs de Poitiers (ENSI Poitiers) est une école interne de l'université de Poitiers. Elle est l'une des 204 écoles d'ingénieurs françaises accréditées au 1er septembre 2020 à délivrer un diplôme d'ingénieur.
Créée en 1984 sous le nom d'ESIP, elle se trouve au cœur du domaine universitaire de Poitiers, au bâtiment B1. L'école change de nom en 2010 et devient l'ENSI Poitiers. Elle forme des élèves dans plusieurs domaines sur un thème principal : l'ingénierie pour la protection de l'environnement. Les deux grandes branches sont l'énergie d'une part, le génie de l'eau et le génie civil d'autre part. Les enseignements proposés vont de l'acoustique et l'énergétique au traitement des eaux et à la géothermie.
Elle est membre de Bordeaux INP Nouvelle-Aquitaine, de la CDEFI, ainsi que de la fédération Gay-Lussac.

## Historique

### Présentation
Cette section ne s'appuie pas, ou pas assez, sur des sources secondaires ou tertiaires indépendantes du sujet.

Pour l'améliorer, ajoutez-en, ou placez des modèles {{Source secondaire souhaitée}} ou {{Source secondaire nécessaire}} sur les passages mal sourcés. (novembre 2022)

Logo de 2010 à 2023

En 1969, l'Université de Poitiers créait un diplôme d’études supérieures pratiques spécialité Traitement des eaux, puis fondait l'UER Institut de sciences et techniques de Poitiers en 1971 qui était habilitée à délivrer les maîtrises de Sciences et Techniques de Traitement des eaux, d’Énergétique et de Matériaux de construction. Il pouvait également, depuis 1981, délivrer la maîtrise nommée Éclairage, Acoustique et Climatisation. Ces anciennes maîtrises expliquent les noms et les spécialités aujourd'hui enseignées à l'ENSI Poitiers.
L'École supérieure d’ingénieurs de Poitiers (ESIP) a été créée en 1984 à Poitiers en remplacement de l'Institut de sciences et techniques de Poitiers. Elle est habilitée par la CTI à délivrer un diplôme d'ingénieur dans 4 spécialités, héritées des maîtrises auparavant enseignées :
- Eau et Environnement ;
- Génie Civil ;
- Éclairage, Acoustique et Climatisation ;
- Énergétique.

Ces quatre habilitations à délivrer des diplômes d'ingénieur seront suivies en 2002 d'une cinquième habilitation par la CTI pour la spécialité Génie Électrique et Automatique.
| \| Localisation de l'ENSI Poitiers sur la carte de Poitiers · ENSI Poitiers \| Localisation de l'ENSI Poitiers sur la carte de Poitiers |
| Localisation de l'ENSI Poitiers sur la carte de Poitiers · ENSI Poitiers                                                                |

L'école recrute de 1998 à 2009 sur concours e3a à travers le groupe Archimède. Et elle adhère au concours G2E depuis 1999.
Elle a déménagé ses locaux sur le domaine universitaire de Poitiers en 1996, dans un bâtiment au design moderne, numéroté B1. L'école se situe rue Marcel Doré, du nom du chimiste et directeur de l'ESIP qui déménagea les locaux dans les bâtiments actuels, depuis l'inauguration de cette rue en septembre 2011. Auparavant, de 1996 à 2011, l'adresse postale était celle de l'avenue du recteur Pineau. Un amphithéâtre se nomme Abel Brillanceau en hommage à cet ancien enseignant de l'école. Elle détient aussi les bâtiments B16 (plateforme eaux), B17 (laboratoire d'études aérodynamiques) et une partie du B25. On peut s'y rendre en bus en empruntant la ligne 1 desservant l'arrêt Cité U de Vitalis.
Elle a intégré le groupe de recrutement sur concours CCP en 2009 car l'école a satisfait les « exigences en matière de placement des étudiants et une activité de recherche suffisante ».
Les cinq diplômes (Eau et Environnement, Génie Civil, Éclairage/Acoustique/Climatisation, Énergie, Génie Électrique et Automatique) fusionnent pour n'en donner plus que 2 en 2009, « Énergie » et « Eau et Génie civil », avec des spécialisations pour chaque diplôme.
En 2010, elle change de nom et devient l'« École Nationale Supérieure d'Ingénieurs de Poitiers », profitant de l'occasion pour organiser une manifestation du 7 au 17 mars 2011.
L'ENSI Poitiers rejoint la Fédération Gay-Lussac en 2014,. Les premiers élèves venant de la Fédération arrivent à l'école à la rentrée 2016, pour suivre le diplôme Eau et Génie Civil.
À la rentrée 2016, le nombre de nouveaux étudiants entrant en première année est d'environ 140. Elle propose depuis cette année-là le contrat de professionnalisation pour les élèves en 3e année.
En 2017 elle scinde la spécialité Construction et géotechnique en Géotechnique et matériaux de construction et Géotechnique et travaux souterrains. Un parcours transversal disponible pour les deux diplômes est également créé : CReE (Création et Reprise d’Entreprise).
Le 1er janvier 2018, l'ENSIP adhère en tant que membre partenaire au groupe Bordeaux INP Nouvelle-Aquitaine. Elle utilise les qualificatifs École Nationale Supérieure d’Ingénieurs de Poitiers en environnement, construction, énergie et ingénierie du développement durable.

### Direction
Jusqu'en 2013, le directeur de l'école était le spécialiste de la chimie de l'eau Bernard Legube, qui a succédé à Jean-Hugues Thomassin. Christian Coste, ex-directeur R&D de la Lyonnaise des eaux est le président et Jean-Yves Chenebault était le directeur des études.
Le 20 mars 2013, Jean-Yves Chenebault, diplômé de l'école promotion CG 1990, a été élu pour succéder à la tête de l'école.
Fin 2017, Joël Mazet prend la présidence de l'école.
Voici la liste des directeurs, dans l'ordre chronologique:
- Michel Blanchard : de 1984 à 1990
- Marcel Doré : de 1990 à 1996
- Jean-Hugues Thomassin : de 1996 à 2004
- Bernard Legube : de 2004 à 2013[16]
- Jean-Yves Chenebault[17] : de 2013 à 2023
- Richard Giot[18] : depuis 2023

## Formation
Cette section ne s'appuie pas, ou pas assez, sur des sources secondaires ou tertiaires indépendantes du sujet.

Pour l'améliorer, ajoutez-en, ou placez des modèles {{Source secondaire souhaitée}} ou {{Source secondaire nécessaire}} sur les passages mal sourcés. (novembre 2022)

### Filières

#### Diplôme d'ingénieur
Depuis 2017, l'école délivre deux diplômes d'ingénieurs, comprenant au total six spécialités différentes :
- Génie de l'Eau et Génie Civil :
  - Parcours Traitement des eaux et nuisances (TEN)
  - Parcours Géotechnique et matériaux de construction (GMC)
  - Parcours Géotechnique et travaux souterrains (GTS)
- Énergie :
  - Parcours Énergétique industrielle (EI)
  - Parcours Éclairage, acoustique, thermique (EAT)
  - Parcours Maîtrise de l’énergie électrique (MEE)

#### Diplôme national de Master
Les étudiants de troisième année peuvent, s'ils le souhaitent, suivre un double cursus en s'inscrivant dans l'un des deux Masters proposés :
- Qualité et Traitement de l’Eau (QUATRO) : co-habilité avec l'Université de Limoges et l'ENSCR. Ce Master est l'héritier de la spécialité « Chimie et Microbiologie de l’Eau » qui est enseignée depuis 1982 (à l'époque sous forme d'un DEA. Ce Master s'appuie sur des connaissances en chimie organique et minérale, en analyse et en physico-chimie, et permet la modélisation de réacteurs biologiques, la compréhension des mécanismes des traitements ou encore la connaissance des risques chimiques et microbiologiques dans l'usage de l'eau.
- Automatique et Applications. Il s'agit plutôt d'un cursus destiné à la recherche, permettant ensuite de continuer thèse ou de travailler dans la R&D. Ce Master est très lié au parcours MEE de l'école et avec le LIAS.

L'ENSI Poitiers participe également à l'enseignement du master international en turbulence, proposé en partenariat avec l'ENSMA et l'École centrale de Lille. Cette formation s'effectue intégralement en langue anglaise, sur deux ans et aboutit au diplôme de Master of Science.
Un partenariat avec l'IAE de Poitiers permet d'obtenir un diplôme en double compétence dans l'administration des entreprises,.

### Programme
Le premier semestre est commun à tous les élèves ingénieurs. Lors du second semestre, les cours sont répartis pour une moitié dans le tronc commun école et pour l'autre moitié dans le tronc commun de diplôme. En deuxième année, les deux troncs communs et l'enseignement de parcours pèsent chacun pour 1/3 du programme. En 3e année, la majeure partie est occupée par le tronc commun de diplôme, suivi par l'enseignement de parcours. Le tronc commun de l'école est alors minime.
En ce qui concerne les stages, les élèves de première année doivent effectuer un stage ouvrier de juillet à septembre d'une durée minimale de 4 semaines (en pratique de 1 à 1 mois et demi). Pour les élèves de deuxième année, il doit durer au minimum 10 semaines de juin à septembre, en tant qu'assistant ingénieur (dans les faits, de 2,5 à 4 mois). Enfin, les élèves de troisième année effectuent leur stage ingénieur de fin d'études de 14 semaines minimum d'avril à septembre (4 à 6 mois). À l'issue de la formation, plus de la moitié des élèves-ingénieur ont réalisé un stage à l'étranger.
L'apprentissage de l'anglais est obligatoire et une note minimale au TOEIC valide le diplôme d'ingénieur. De plus, il est possible d'apprendre une seconde langue vivante : l'allemand ou l'espagnol. Ces enseignements sont dispensés à l'ENSIP mais d'autres langues peuvent être pratiquées grâce aux UFR de l'Université de Poitiers parmi lesquelles le japonais, le chinois, le polonais, le russe, l'italien, etc.
En tronc commun, les élèves-ingénieurs effectuent un projet annuel et en programmation informatique, le langage enseigné est Python depuis 2011, en remplacement du C.

### Admissions
L'admission à l'ENSI Poitiers pour le diplôme d'ingénieur se fait par plusieurs biais, selon la filière choisie :
 (novembre 2022).
- Énergie
  - Admissions en première année
    - 60 places pour les élèves de CPGE MP,  PC, PSI, PT et TSI sur le concours CCINP (Concours commun des instituts nationaux polytechniques)
    - 15 places pour les élèves admis sur titres (DUT, Licence)

  - Admissions en deuxième année 
    - Sur titre de Maîtrise
- Eau et génie civil
  - Admissions en première année
    - 36 places pour les élèves de CPGE MP, PC, PSI, PT et TSI sur le concours CCINP (Concours commun des instituts nationaux polytechniques)
    - 8 places pour les élèves de CPGE BCPST sur le concours G2E
    - 7 places pour les élèves admis sur titres (DUT, Licence, BTS)
    - Plusieurs places sont également réservées aux élèves de la Fédération Gay-Lussac

  - Admissions en deuxième année 
    - Sur titre de Maîtrise

## Recherche

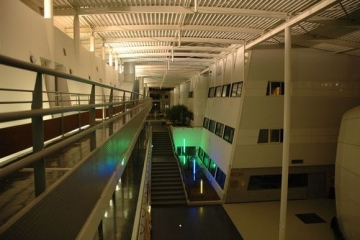
Vue de l'intérieur de l'ENSI Poitiers, avec au fond les laboratoires de l'école.

### Les entités
Les doctorats sont possibles dans l'un des trois laboratoires rattachés à l'école :
- IC2MP : Institut de Chimie des Milieux et des Matériaux de Poitiers.
- LIAS : Laboratoire d'Informatique et d'Automatique pour les Systèmes dont une partie des bâtiments (ex-LAII) longe l'ENSI Poitiers au sud (B25).
- Institut P' (se dit P prime) : matériaux, mécanique et énergétique. Ce grand regroupement dispose de 38 000 m²[22].

Comme il s'agit de grands groupements, les doctorants effectuent leur thèses dans les laboratoires rattachés à l'ENSI Poitiers, répartis en six départements: LACCO, LCME, HydrASA, LEA, LET et LAII.

### Les rapprochements
Le 1er janvier 2010, certains laboratoires rattachés à l'ENSI Poitiers : le LEA (Laboratoire Études Aérodynamiques) et le LET (Laboratoire Études Thermiques) fusionnent avec quatre autres laboratoires afin de former l'Institut P' à dimension nationale, qui est l'acronyme de Pôle Poitevin de Recherche pour l'Ingénieur en Mécanique, Matériaux et Énergétique.
Le 1er janvier 2012, le LAII (Laboratoire Automatique et Informatique Industrielle) de l'ENSI Poitiers fusionne avec le LISI (Laboratoire d’Informatique Scientifique et Industrielle) de l'ENSMA pour former le LIAS (Laboratoire d'Informatique et d'Automatique pour les Systèmes).
Le même jour, c'est l'IC2MP qui a été créé. Il regroupe une majorité de laboratoires de l'ENSI Poitiers : le laboratoire HydrASA (HYDRogéologie, Argiles, Sols, Altération) au sud du campus, situé au bâtiment B35, le LACCO (LAboratoire Catalyse en Chimie Organique) implanté au sein même de l'école et le LCME (Laboratoire Chimie et Microbiologie de l'Eau), également implanté directement dans l'école. Un laboratoire de l'université de Poitiers a également rejoint l'institut.

## Vie de l'école

### Autour de l'école

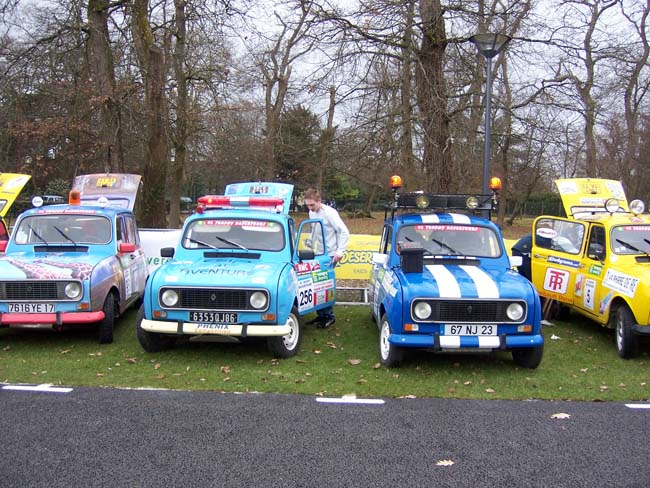
Deux voitures de l'école lors du 4L Trophy

Les frais d'inscription sont uniquement les droits universitaires. Le régime des élèves est un externat avec la possibilité de se loger dans les résidences CROUS : les cités Rabelais, Descartes et Marie Curie ainsi que les résidences Francine Poitevin et Jules Caisso. Il est possible de manger aux RU Rabelais et Champlain.
De nombreux événements ont lieu chaque année grâce aux ENSIPiens (nom donné aux élèves-ingénieurs de l'ENSI Poitiers) : la soirée terroir, le gala, la nuit des shérifs, des nuits consacrées à un sport en particulier comme le volley, les Noche, Woodstock...
En sus de s'investir dans l'association des anciens élèves, l'AAEE (membre de l'IESF) et de la junior entreprise Hélios, les étudiants sont encouragés à fonder leur start-up. L'association de communication des étudiants de l'ENSI Poitiers a créé un partenariat avec l'hebdomadaire 7 à Poitiers et y rédige des articles de vulgarisation scientifique. C'est aussi elle qui organise, conjointement avec les différents clubs de l'école, la Semaine de l'ENSI Poitiers, qui a lieu depuis 2011 en mars et qui rassemble le FFE (Festival du Film Environnemental), des conférences, une pièce de théâtre des élèves, et autres expositions dans les locaux.
Plusieurs manifestations sont par ailleurs organisées dans les locaux et à l'initiative de l'ENSI Poitiers, telles les Journées Information Eaux, la Journée des Métiers de l'Ingénieur et la Journée Des Entreprises, permettant aux élèves de rencontrer des personnes insérées dans le milieu professionnel et faisant intervenir des personnalités politiques invitées comme Hubert Curien, Ségolène Royal, Jean-Pierre Raffarin et Martin Schulz. Les élèves de l'école animent également, après plusieurs mois de préparation, les journées de l'écomobilité, dont 2016 a vu la 4e édition. L'objectif de cette journée est de montrer aux Poitevins de nouveaux modes de déplacement, principalement la voiture électrique, et ce avec l'aide de Vitalis, de concessionnaires qui prêtent des voitures ou encore d'un représentant d'EDF.
Les différents bureaux d'élèves sont organisés comme suit :
- BDE (Bureau des Élèves) : c'est celui dont le champ d'action est le plus vaste (organisation du WEI, soirée de Noël... ; gestion des clubs et associations).
- BDA (Bureau des Arts) : Il s'occupe d'organiser des sorties culturelles (théâtres, concerts...) et gère les clubs ayant un rapport avec l'art (fanfare, club musique...).
- BDS (Bureau des Sports) : il s'occupe du sport uniquement pour l'ENSI Poitiers, des différentes nuits du sport et de la vente des vêtements à l'effigie de l'école.
- BDK (Bureau de la Kfête) : on lui doit l'organisation de toutes les fêtes et les soirées. Il entretient la Kfête, salle où se trouve un bar et une piste de danse. Elle a été totalement rénovée durant l'année scolaire 2010-2011.

Enfin, il est possible de s'inscrire aux nombreux clubs, tels que la SAV (Service Audio-Visuel), le Club Musique, la Fanfare, le Club Théâtre, le Club de danse rock, le Club Mousse, ou encore le club 4L Trophy (qui permet de participer à la fameuse course humanitaire en 4L).
L'école fait partie du Tournoi Inter ENSI, le rassemblement sportif d'écoles d'ingénieurs. La mascotte de l'ENSI Poitiers est un raton laveur.
Parmi les partenaires de l'école, la Société générale prend une place très importante et propose une offre spécialement conçue pour les ENSIPiens.

### Le sport à l'ENSI Poitiers
Cette section ne s'appuie pas, ou pas assez, sur des sources secondaires ou tertiaires indépendantes du sujet.

Pour l'améliorer, ajoutez-en, ou placez des modèles {{Source secondaire souhaitée}} ou {{Source secondaire nécessaire}} sur les passages mal sourcés. (novembre 2022)

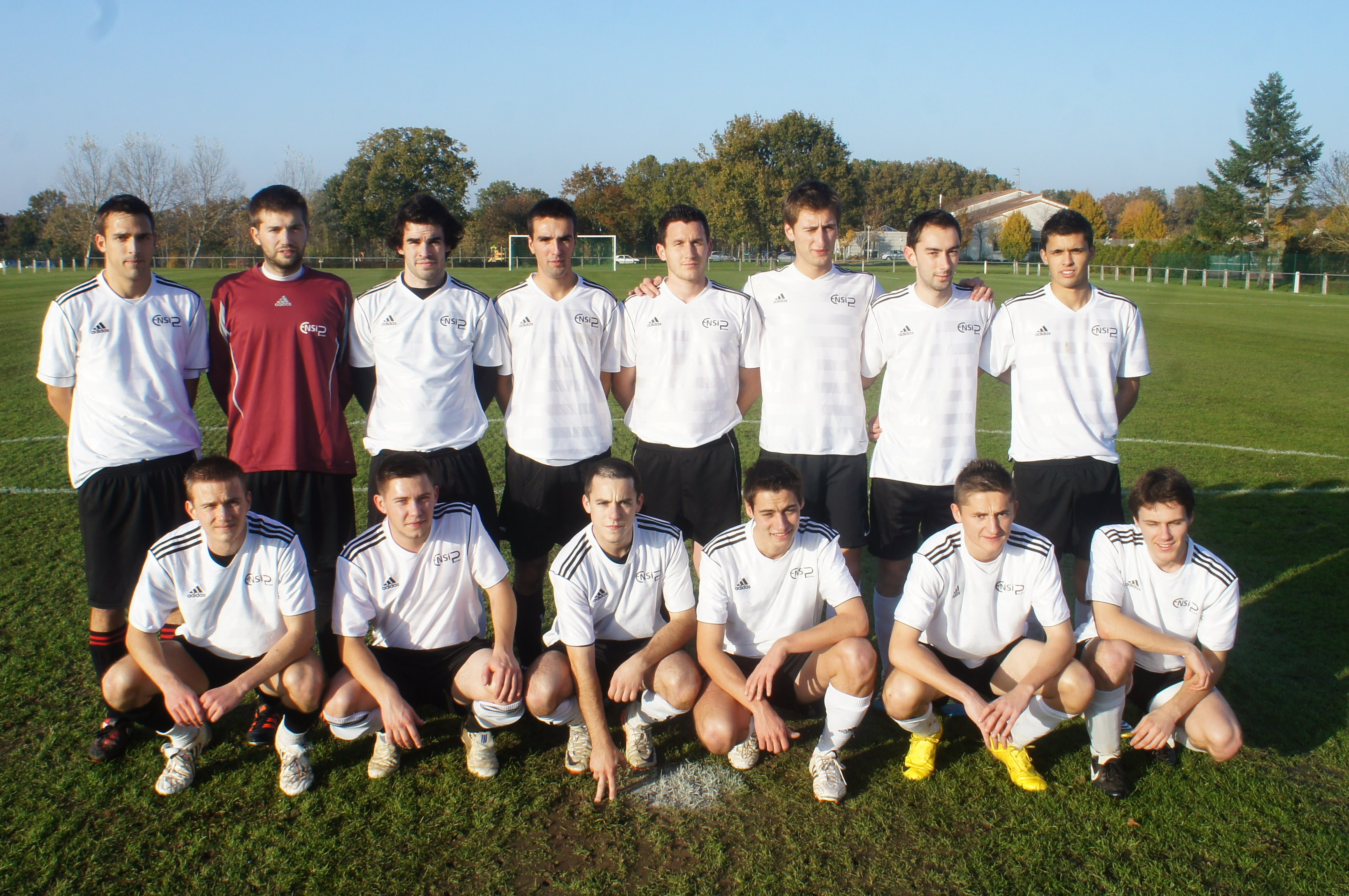
L'équipe 1 de football en 2013.

Le sport de manière générale est présent au sein de l'école. En effet, l'ENSI Poitiers étant située sur le domaine universitaire de Poitiers (Université de Poitiers), les élèves peuvent, chaque semestre, pratiquer un sport au SUAPS (Service Universitaire des Activités Physiques et Sportives). En dehors des sports traditionnels comme le football, le handball, le basket-ball, le badminton ou encore le tennis (5 cours extérieurs et 2 cours intérieurs), on peut également pratiquer de l'escalade, l’aïkido, du golf, du canoë kayak ou encore de la voile à La Rochelle sur First Class 8.
Grâce au BDS se rajoutent des sports uniquement destinés aux étudiants de l'ENSI Poitiers. Le BDS dirige également des équipes, aussi bien féminines que masculines, en handball, basket-ball, volley-ball, rugby et football qui participent chaque année à 2 grandes compétitions :
- le championnat de France Universitaire qui oppose les différentes universités, ainsi que les écoles de commerce et d'ingénieurs.
- le championnat de France des Grandes Écoles, qui oppose les différentes Grandes Écoles de Commerce et d'Ingénieurs. Dans ce cadre, l'ENSI Poitiers rencontre chaque année l'ENSMA, l'ESCEM, l'ENSIL ou encore l'ESC La Rochelle.
Le bureau des sports organise régulièrement des événements sportifs comme la Nuit du badminton, du volley, du basket et du futsal, compétitions opposant des équipes de tout Poitiers durant une nuit entière. Au début de l'année scolaire, un défi opposant les promotions 1A et 2A se déroule pendant une semaine, avant que n'ait lieu le week-end d'intégration.
L’école participe également au Tournoi Inter ENSI, réunissant les écoles d’ingénieurs du groupe ENSI. Ce fut dans cette optique que l'école a organisé l'édition 2011. Elle fut annulée par faute de participants de la part des autres écoles impliquées, ceci malgré la présence de toutes les infrastructures et de l'organisation nécessaire pour accueillir la manifestation sportive comme l'attestent les soutiens des institutions, du boxeur Mahyar Monshipour et du Stade poitevin volley beach.

## Relations internationales

### Mobilité entrante
De nombreux élèves étudiant à l'école viennent de pays étrangers. Certains arrivent après avoir étudié dans leur pays d'origine et viennent se spécialiser à l'ENSI Poitiers en France, quand d'autres ont déjà effectué une classe préparatoire ou un DUT en France. Ces élèves sont présents dans toutes les filières et spécialités. On peut citer parmi les pays d'origine des élèves le Maroc, la Chine, le Tchad, la Mauritanie, le Vietnam...
L'école accueille également des élèves de l'Outre-Mer, notamment de l'île de la Réunion, de la Guyane et de Tahiti.

## Distinctions
En 2015, un groupe de quatre élèves de l'école a remporté la première place des Trophées de la Performance Globale, un concours organisé par le centre des Jeunes Dirigeants d'entreprise (CJD) consistant à effectuer un audit dans une entreprise. L'entreprise auditée à cette occasion était la société Aigle[source insuffisante].
En 2016, un groupe d'environ vingt élèves de l'ENSI Poitiers prend part pour la première fois au concours Ingénieuses, un projet créé par la Commission Formation et Société de la conférence des directeurs des écoles françaises d'ingénieurs (CDEFI) pour promouvoir l’accès des écoles d'ingénieur auprès des femmes. L'école concourait dans les catégories « Projet le plus original » et « École la plus mobilisée » avec pour thème « Promouvoir le rôle et la place des femmes dans les métiers d'ingénieur(e-s) ». Le groupe remporte le premier prix dans la catégorie « Projet le plus original », devant l'école des Mines de Douai et l'école de biologie industrielle de Cergy-Pontoise. Le prix de 500 euros reçu est reversé à l'association « Toutes à l'école » qui promeut l'accès à l'école pour toutes les jeunes filles habitant au Cambodge.

## Personnalités liées à l'école

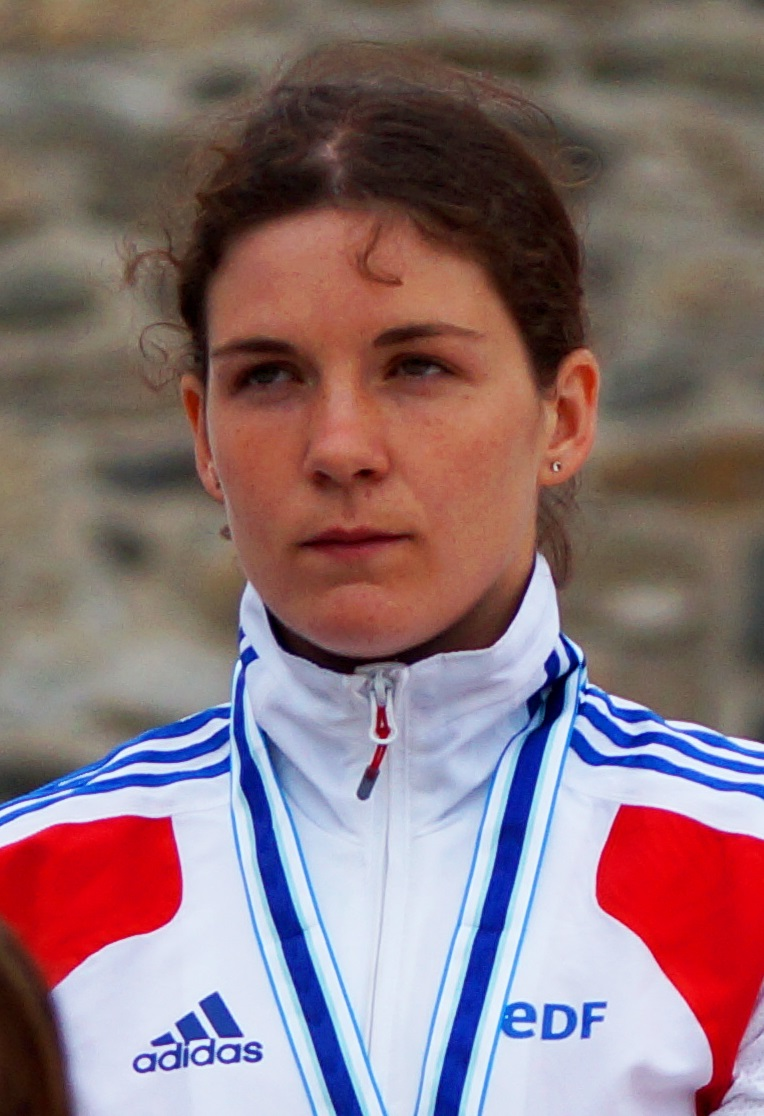
Claire Bren, ici en 2012

- Abel Brillanceau, enseignant géologue jusqu'en 1989
- Marcus Agbekodo, doctorant en 1994, directeur des Eaux de Vienne-Siveer jusqu'en 2015, date à partir de laquelle il occupe le poste de directeur adjoint de l'agence de l'eau Artois-Picardie[29] puis à partir de 2018 devient le directeur de Noreade[30]
- Claire Bren, championne du monde de descente en kayak en 2012, diplômée Eau et Environnement en 2011[31]
- Bernard Legube, diplômé puis directeur de l'ENSI Poitiers et du Pôle de recherche et d'enseignement supérieur (PRES)